# Yarloop
Yarloop je město v regionu South West v Západní Austrálii. Leží při South Western Highway mezi městy Waroona a Harvey, 126 km jižně od Perthu. Podle sčítání z roku 2016 žilo v Yarloopu 395 obyvatel. V roce 2016 zničil většinu města lesní požár.

## Historie
Původ jména Yarloop je udáván od slovního spojení "yard loop", kterým je myšlena železniční smyčka v místním skladu dřeva. Má však pravděpodobněji Aboridžinský původ, vzhledem k výslovnosti velmi podobné jako u 5 km vzdáleného města Yalup Brook.

## Moderní doba
Město se stalo domovem pro mnohé pěstitele citrusů a zeleniny či mléčné farmy. Do požáru v roce 2016 stály v centru města zrekonstruované dílny s parními stroji, zařízeními na údržbu 25 parních lokomotiv i na zpracování dřeva; těmto a dalším památkám se věnuje naučná stezka okolo města a zdejších dřevěných pil. Ve městě dále stála základní škola, obchody, bowlingový klub, hotel, pošta, kulturní centrum a několik dalších ubytovacích zařízení.

### Lesní požár 2016

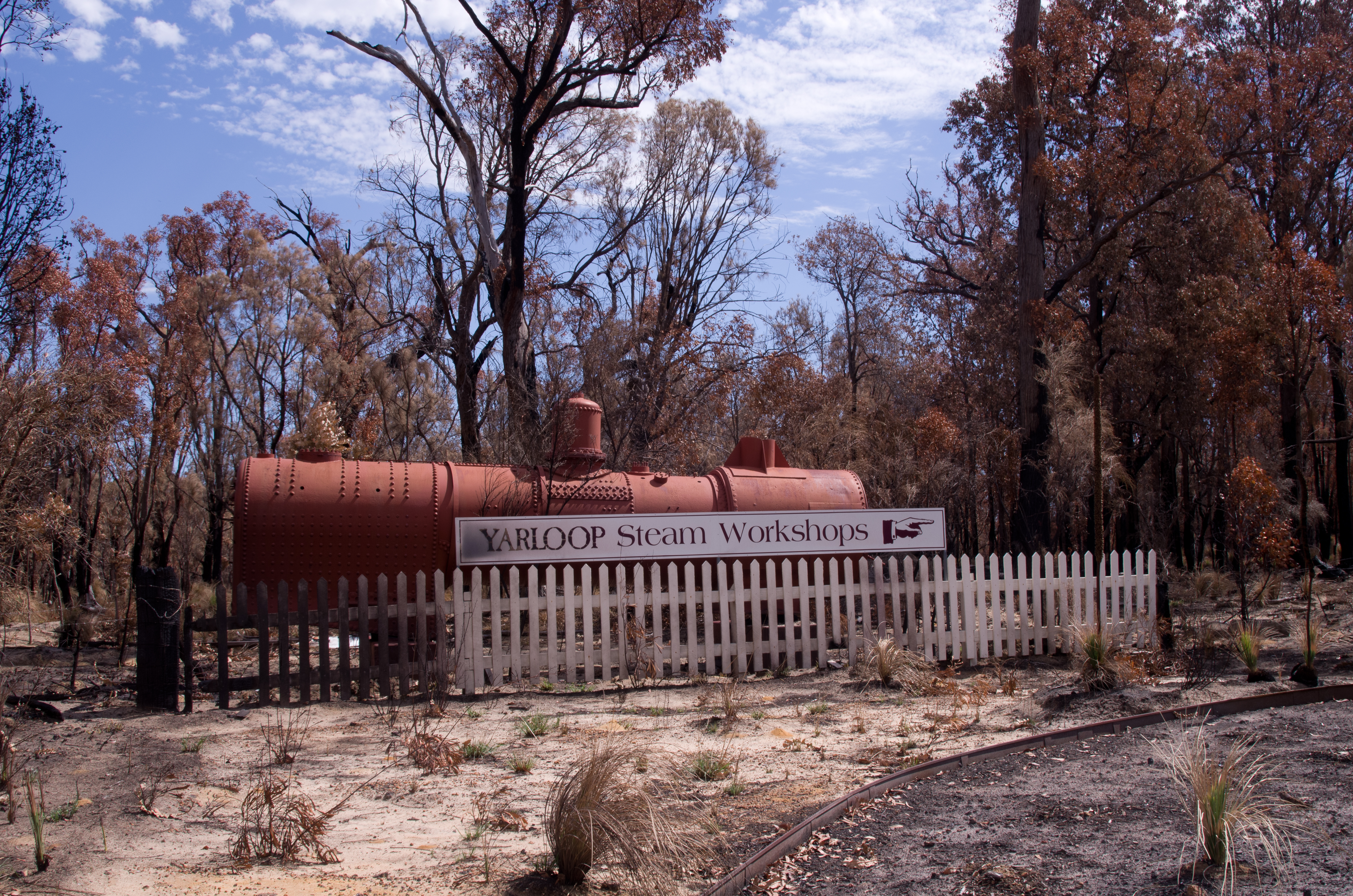
South Western Highway a vjezd do města po požáru

Dne 7. ledna 2016 bylo zničeno 121 domů rozsáhlým lesním požárem. Požár zachvátil i historické dílny, továrny, starý kostel a starou nemocnici, obchody, hotel, požární stanici a část školy, přičemž dva lidé zahynuli. Stav města byl nazván "apokalyptickým". I přesto prohlásil premiér Západní Austrálie Colin Barnett, že by město mělo být obnoveno, s čímž souhlasila většina jeho obyvatel.
Po 7 měsících, 11. srpna 2016, bylo město znovu otevřeno veřejnosti.

### Přestavba
V listopadu roku 2019 bylo otevřeno nové kulturní centrum, do jehož přestavby byla zahrnuta i oprava staré radnice.

## Doprava

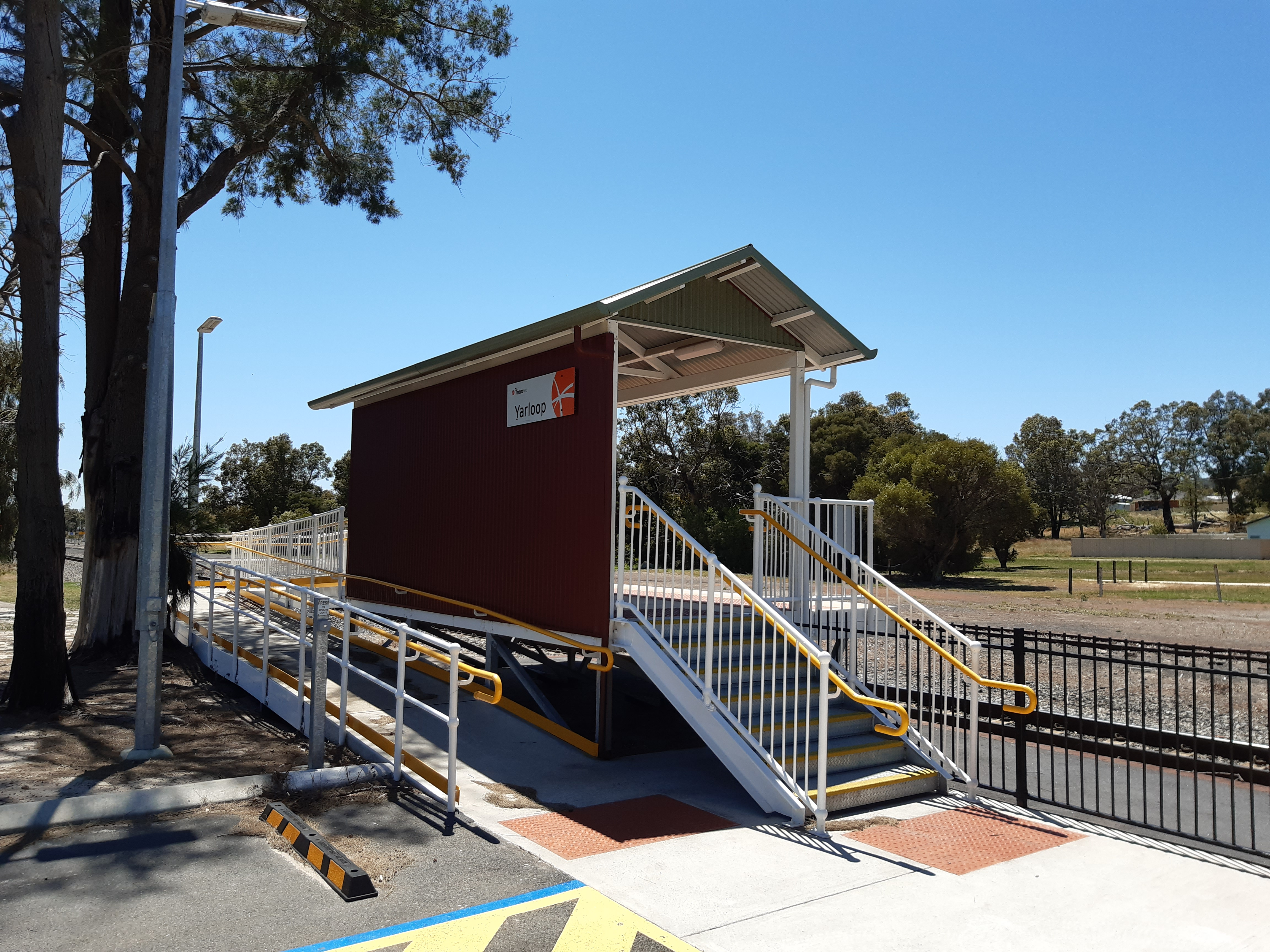
Železniční stanice v Yarloopu

Yarloop leží na South Western Railway, zastavují zde vlaky Australind na cestě z Perthu do Bunbury.